# Ферхат-паша
Дама́д Ферха́т-паша́ (тур. Damad Ferhad Paşa; 1485 — октябрь/ноябрь 1525) — государственный деятель Османской империи.
Бейлербей Румелии, сардар в экспедиции в Сирию при подавлении восстания мамлюкского бея Джанберди аль-Газали, принимал участие в походе Селима I в Персию и покорении Сулейманом Родоса. Супруг сестры Сулеймана Великолепного Бейхан-султан. Отличался необузданным нравом и алчностью. Был в оппозиции к великим визирям Пири Мехмеду-паше и Паргалы Ибрагиму-паше. Казнён по приказу Сулеймана I в 1525 году.

## Происхождение и начало карьеры
По происхождению албанец или хорват. Был из личных рабов (слуг) Селима I, который благоволил к нему и способствовал его продвижению. Образование Ферхат получал в Эндеруне. По окончании начал карьеру с должности аги янычар, а уже в 1516 году был бейлербеем Румелии. В 1518 году он участвовал в походе на Персию , где, по описаниям, был «самым лихим солдатом армии».
После смерти Селима в 1520 году Джанберди аль-Газали, османский наместник в Дамаске, восстал против Османской империи. Он запретил проповедникам в мечетях называть имя османского султана в пятничных молитвах, выгнал османских чиновников и солдат из Сирии и запретил османское платье. После того, как он объявил себя султаном, города Триполи, Хама и Химс присоединились к его восстанию. После неудачных попыток заручиться поддержкой сефевидского шаха Исмаила  и османского правителя Египта Хайр-бея, Джанберди тем не менее поднял армию и отправился покорять Алеппо. Однако его армия безрезультатно осаждала город 15 дней, в течение которых погибло более 200 жителей и османских солдат. Мятежнику пришлось уйти в Дамаск.

В феврале 1521 года османская армия во главе с Ферхадом-пашой прибыла на окраину Дамаска, где им противостояли войска Джанберди. Его армия была быстро побеждена и 6 февраля он был казнен. Отрубленную голову Джанберди Ферхад-паша послал Сулейману в качестве трофея. Дамаск был захвачен и разорён, более 3000 жителей было убито. Заодно были вырезаны и близлежащие деревни. С подавлением восстания Джанберди влияние мамлюков в Сирии окончательно подошло к концу. Бейлербеем Дамаска временно был назначен Ферхат-паша.
Лэмб, вслед за Пьетро Брагадино, пишет об активном «жестоком» участии Ферхада-паши в покорении Родоса. Сулейман оценил заслуги Ферхада-паши и поддержал его, дав ему в жёны свою сестру и в 1524 году сделав его третьим визирем, несмотря на то, что Пири Мехмед-паша рекомендовал на эту должность другого.

## Падение
Если сначала Ферхад-паша был в фаворе у Сулеймана, то с возвышением Паргалы Ибрагима-паши до поста великого визиря летом 1523 года связывается немилось Ферхада-паши и его падение.
Ферхад-паша казнил личных врагов, как врагов Османского государства, вопреки законам, и брал взятки. Это не понравилось Сулейману (с подачи Ибрагима-паши), и он был снят со своего поста и отозван. Однако мать и сестра Сулеймана (жена Ферхада-паши) уговорили Сулеймана простить зятя. Сулейман назначил Ферхаду испытательный срок, отправив его санджакбеем в Семердире. Ферхад-паша не сделал выводов из прошлых ошибок и продолжил самоуправствовать на вверенных ему землях, брать взятки. В итоге он был опять снят с поста. На диване, во время суда над ним, Ферхад-паша проклял Ибрагима, назвав его bardassa (негодяй; гомосексуалист в грубой форме; пассивный продажный содомит), если верить описанию Брагадино. Сулейман велел его вытащить наружу. Когда его попытались вывести, он ругался и сопротивлялся, и его пришлось тащить силой. Далее версии разнятся. Согласно донесению Брагадино, Ферхат вытащил нож и сражался, его скрутили и отрубили ему голову. Тело с отрубленной головой оставили три дня лежать на земле. Согласно же Лэмбу, Ферхад-паша был удавлен. «Мать повелителя из-за этой смерти впала в великую скорбь, а повелитель оправдывался, что всего лишь дал приказ заключить его в тюрьму, но тот сопротивлялся, и случайно был убит». Это произошло 19 октября (или 1 ноября) 1525 года в Эдирне.

## Личность
«Дикость была частью его натуры», это было кстати в бою, но при управлении провинцией приводило к постоянным жалобам на его методы.
Печеви написал о нём: «Это был самолюбивый и алчный человек албанского происхождения. Несмотря на то что он был выслан обратно беем санджака Семендере после того как был уволен, он не смог обуздать свои амбиции и придержать язык. В результате постоянных жалоб на него, в конце концов, он лишился головы в Эдирне при падишахском диване. Это событие произошло в 931 году (1524/25)».

## Семья
Был женат на сестре Сулеймана I, дочери Селима I Бейхан-султан, видимо отношения супругов были близкими, поскольку она защищала мужа, когда он попал в немилость и был снят со всех постов. Благодаря ей Ферхаду-паше был дан шанс начать карьеру заново. Когда же он был казнён, Бейхан-султан разорвала отношения с братом султаном. Встретив его у матери она осмелилась сказать: «Надеюсь, скоро я снова буду носить траур, уже по моему брату».

## Комментарии
1. ↑  Йорга, со ссылкой на Спандунеса[англ.], пишет, что он был убит после боя одним из своих людей[9].
2. ↑  Согласно Эбру Туран, Пири Мехмед-паша, бывший великим визирем, специально во время Родосской кампании послал его в Анатолию, чтобы держать подальше и не дать возможности проявить себя, поскольку Ферхад-паша был в оппозиции великому визирю и второму визирю Хаин Ахмеду-паше[4]